# 君は彼方
『君は彼方』（きみはかなた）は、2020年11月27日に公開された日本の長編アニメーション映画。

## 概要
池袋を舞台に、幼なじみとの喧嘩から仲直りしようと交通事故に遭った少女が、舞い降りた不思議な世界から元の世界に戻ろうと冒険を繰り広げるファンタジー作品。
監督・原作・脚本は瀬名快伸、アニメーション制作はデジタルネットワークアニメーション。主人公の声は本作がアニメ作品初主演となる松本穂香が務める他、幼なじみの声を務めるのは、本作が声優初挑戦となる瀬戸利樹。

## あらすじ
宮益澪は幼馴染の鬼司如新の事が気になっているが、気持ちを伝えられず、新と微妙な関係を続けていた。ある日、澪の友人の些細な言葉をきっかけに、澪は新と喧嘩をしてしまう。澪は何とか仲直りをしようと雨の中を新の元へ向かう途中、交通事故に遭ってしまう。意識を取り戻した澪が目を開けると、そこには見たこともない不思議な世界が広がっていた。

## キャスト
- 宮益澪：松本穂香[1][5][6]
- 鬼司如新：瀬戸利樹[1][5][6]
- 織夏：土屋アンナ[6][7][8]
- 菊ちゃん：早見沙織[6][9][10]
- ギーモン：山寺宏一、大谷育江[6][11][12]
- 忘れ物口係員：木本武宏（TKO）[6][7][8]
- 瀬名快伸
- 円佳：小倉唯[6][9][10]
- 宮益沙智：仙道敦子[6][7][8]
- 殯：竹中直人[6][7][8]
- 森おばあちゃん：夏木マリ[6][7][8]

## スタッフ
- 監督・原作・脚本・企画：瀬名快伸（KADOKAWA ファンタジア文庫刊『君は彼方』）[1][6][13]
- 主題歌：saji『瞬間ドラマチック』（キングレコード） [14][15]
- キャラクター原案：はぁおん[6][13]
- キャラクターデザイン・総作画監督：阿部智之[6][13]
- 演出：浅見隆司[6][13]、渡聡留[13]
- 美術監督：片平真司[6][13]
- 撮影監督・アニメーションプロデューサー：長牛豊[6]
- 編集：後藤正浩
- 音響監督：瀬名快伸
- 音響効果：今野康之[6][13]
- ダビングスタジオ：グロービジョン
- 音響制作：CUCURI[1][6]
- 音楽：斎木達彦[6][13]
- 音楽プロデューサー：桑波田景信[6][13]
- 製作：水野忍、村上潔、Park Dong Won、松田武、小野寺廉、杉本公男、上野由洋[6]
- キャスティング：松永琴[6]
- 池袋統括プロデューサー：清水直樹[6]
- 後援：豊島区、としま未来文化財団、豊島区観光協会
- 配給：エレファントハウス、ラビットハウス[1][6]
- プロデューサー：瀬名快伸、Kim Jin Man、桑波田景信、寺田元、渡遭正章、渡遷亮介、鈴木正隆
- アニメーション制作：デジタルネットワークアニメーション[1][6]
- アニメーション企画：CUCURI[1][6]
- 製作：「君は彼方」製作委員会（CUCURI、キングレコード、マネートゥディパブリッシング、セブンツー、日音、協立広告、アジアピクチャーズエンタテインメント）[6][13]